# Bambutortyr
Bambutortyr är en form av tortyr som sägs ha brukats i Syd- och Östasien, t.ex. av japanska soldater under andra världskriget. Metoden går ut på att låta bambuskott växa genom offrets kropp. Mythbusters testade metoden i ett avsnitt 2008 och kom fram till att bambuskott kunde tränga igenom huden cirka 5 cm på tre dagar.